# Templo de Poseidón y Anfitrite

El Templo de Poseidón y Anfitrite era un antiguo templo griego dedicado a Poseidón y su esposa Anfitrite en la isla de Tenos, Grecia. Su yacimiento arqueológico se encuentra cerca del actual pueblo de Kionia.

## Historia
Se construyó en el 300 a. C. y se reconstruyó en el 200 o el 100 a. C. Parece ser que formaba parte del programa de construcción de los líderes macedonios que gobernaban las islas en aquella época. El santuario fue uno de los lugares de culto a Poseidón más importantes de la Antigüedad y el único templo real de Poseidón de las islas Cícladas. Muchos viajeros que se dirigían a la isla de Delos visitaban primero el templo de Tenos para purificarse. En torno al 100 a. C., el santuario sirvió como centro de la unión del archipiélago liderada por Rodas.
El apogeo del templo se remonta a los años 200 y 100 a. C. Ganó mucha fama en todo el mundo antiguo y atrajo a muchos peregrinos de todo el mundo. En el culto local a Poseidón, el dios no solo era un dios del mar, sino también un dios sanador de forma similar a Asclepio. Por otra parte, se creía que Anfitrite ayudaba a las mujeres con problemas de infertilidad. Los sacerdotes del templo parece que actuaban como médicos. El santuario celebraba las fiestas anuales de las fiestas anuales de las Poseidonias en torno a la época del actual enero-febrero. Incluían, entre otras cosas, concursos de teatro.
En los siglos I y II se siguieron construyendo en la zona nuevos edificios, como termas romanas. El templo fue abandonado en torno al año 200 d. C. y destruido en el 300 d. C. En 1902, bajo la dirección de H. Demoulin, y en 1905, bajo la de P. Graindor, se llevaron a cabo excavaciones arqueológicas en el yacimiento.

## Construcción y hallazgos

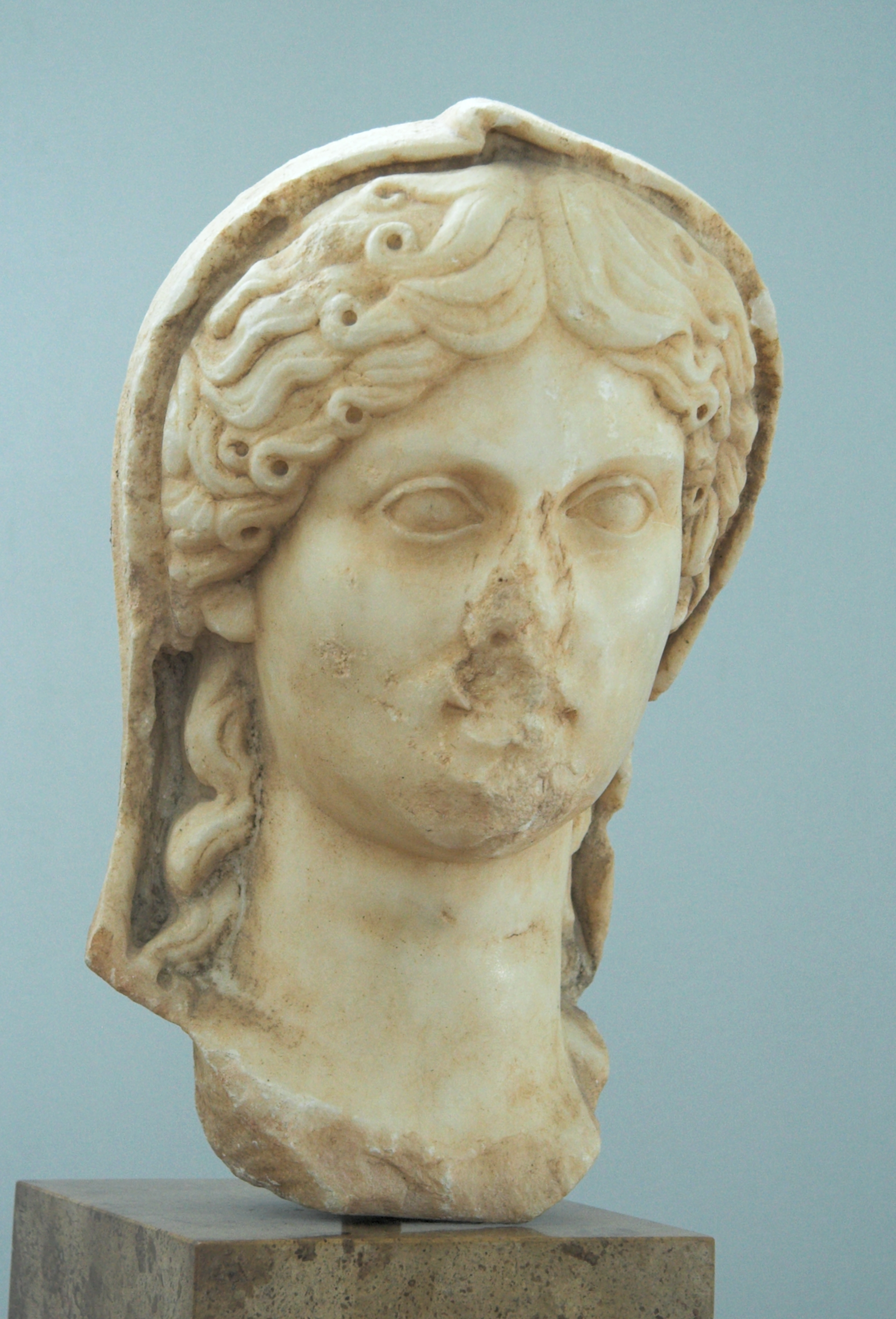
Cabeza de una estatua hallada en Kionia, Posiblemente representa a la esposa del emperador Domiciano.

Era de estilo dórico y estaba construido con mármol y gneis locales.El nuevo templo, construido en 200 o 100 a. C., era más grande que el anterior. El templo contenía imágenes de culto de Poseidón y Anfitrite, talladas por los ateniense Telesino. El templo estaba decorado con símbolos de Poseidón, como el tridente, monstruos marinos y delfines.
Además del templo, el santuario incluye un gran altar decorado con esculturas, que ocupa una superficie de unos 100 m2; un hestiatorion, o espacio para cenas rituales; dos edificios de baños; una estoa (c. 100 a. C.); una exedra de Nausion (o Nausios), construida como ofrenda votiva; un edificio de abastecimiento de agua (c. 300 a. C.); y un reloj de sol diseñado por Andrónico de Cirro.
Pocos de los edificios del santuario han sobrevivido, ya que gran parte del material se reutilizó posteriormente en la construcción de iglesias y otros edificios de la isla. Los hallazgos de la zona se encuentran en el Museo Arqueológico de Tenos.